# وانغ فاي (لاعب كرة قدم)
وانغ فاي (بالصينية: 王飞) (6 يونيو 1989 بالصين - ) هو لاعب كرة قدم صيني في مركز الوسط. لعب مع شانغهاي غرينلاند شينهوا.

## وصلات خارجية
- وانغ فاي على موقع قاعدة بيانات كرة القدم.إي يو (الإنجليزية)
- وانغ فاي على موقع Soccerway.com (الإنجليزية)